# Rapaport diamond report
Il Rapaport diamond report è un listino prezzi che rappresenta lo standard de facto per la quotazione dei diamanti. Esso viene pubblicato settimanalmente e viene usato da gioiellieri e commercianti per stabilire i prezzi di vendita dei diamanti. Il listino è costituito da una tabella in cui sono riportate le quotazioni di diamanti incolori tabulate in base alle cosiddette 4C: caratura, colore, taglio (in inglese cut), purezza (in inglese clarity). Il report è protetto da copyright ed è disponibile solo a chi ha sottoscritto un apposito abbonamento.
L'azienda produttrice, Rapaport Group di Anversa è stata fondata nel 1976 dall'olandese Martin Rapaport. La pubblicazione della lista ha avuto inizio nel 1978.
Si ritiene che la pubblicazione del listino abbia contribuito ad abbassare il prezzo dei diamanti rispetto al picco raggiunto in seguito alla Rivoluzione iraniana.